# Scottish Blackface
Le Scottish Blackface ou Blackface est la principale race de mouton domestique au Royaume-Uni. Résistant et avec de bonnes capacités d'adaptation, on trouve souvent cette race dans des endroits pauvres en végétation tels que les Highlands ou les landes du Dartmoor. On l'appelle également Blackfaced Highland, Kerry, Linton, Scottish Moutain, Scottish Highland, Scotch Blackface et Scotch Horn. Le mâle et la femelle ont des cornes et, ainsi que leur nom le suggère, des jambes et une tête noire (parfois avec des marques blanches). Il a été importé aux États-Unis et en Europe continentale. 

## Histoire

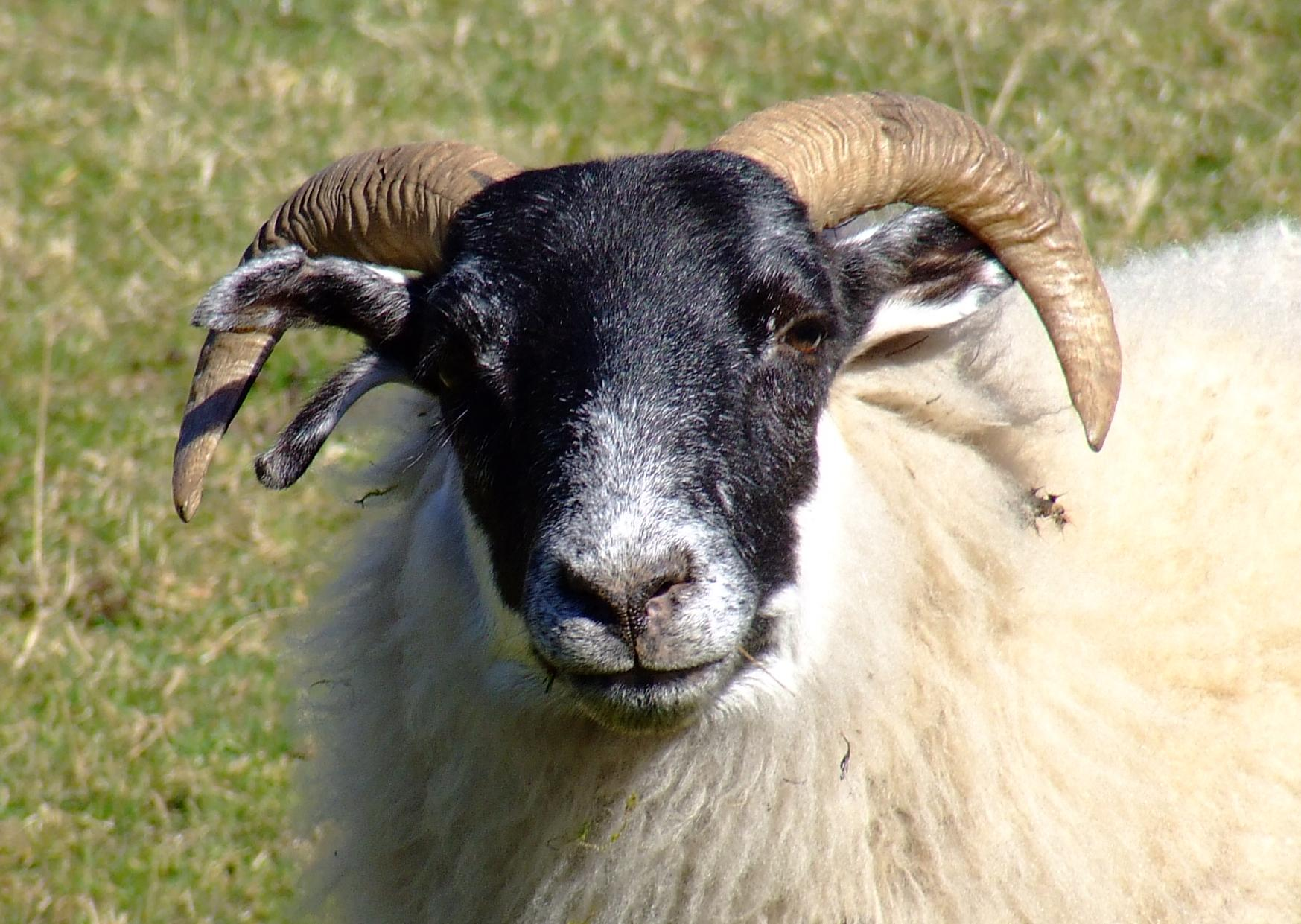
Un Scottish Blackface dans les Pentland Hills en Écosse.

Les origines de la race sont incertaines. On sait qu'elle se développa à la frontière anglo-écossaise, mais le moment où elle devint une race distincte n'est pas clairement établi. D'anciens écrits dans les monastères montrent que les moines du XIIe siècle élevaient les moutons ancêtres de la race du Scottish Blackface. Les moines utilisaient la laine de ce « mouton à tête brun gris » (dun-faced sheep) pour la confection de leurs vêtements, et en exportaient de grandes quantités dans le reste de l'Europe. Des écrits plus récents ont montré qu'en 1503, le roi Jacques IV d'Écosse établit un troupeau de 5 000 Scottish Blackface dans la forêt d'Ettrick, au sud du village de Peebles dans les Scottish Borders. Depuis, cette race est devenue la plus répandue des Îles Britanniques et environ 30 % des moutons du Royaume-Uni sont des Scottish Blackface. On peut ainsi dire que cette race incarne le mouton des montagnes. Leur grosse laine épaisse les protège de l'humidité et des vents mordants : ils peuvent ainsi survivre aux hivers les plus durs dans les endroits extrêmes du Royaume-Uni. En 1861, Hugh Brodie importa pour la première fois un bélier et deux brebis aux États-Unis, pour le compte de Brodie & Campbell, à New York. En 1867 ce troupeau agrandi fut acheté par T. L. Harison de Morley, dans le comté de Saint Lawrence de l'État de New York. Isaac Stickney de New York importa également un petit troupeau en 1867 pour sa ferme de l'Illinois.
Le Scottish Blanckface a servi à sélectionner la race dalesbred, dans le Nord de l'Angleterre.

## Caractéristiques

Un Scottish Blackface profitant du soleil sur Harris.

Plusieurs variétés se sont distinguées au fil des ans, la plus commune étant la variété de Perth, de taille plus importante, avec une toison plus épaisse; elle se trouve principalement au nord-est de l'Écosse, en Irlande du Nord, dans les Cornouailles et le Devon. La variété de Lanark est de taille intermédiaire avec une toison plus courte, et se trouve principalement en Écosse et en Irlande.
Les brebis sont d'excellentes mères qui essayeront souvent de défendre leurs petits contre les prédateurs. De bonnes laitières, on peut les faire paître et les tondre même sur de petits pâturages. Leur viande n'aurait pas de graisses superflues et est connue dans le monde pour sa saveur particulière. Bien que n'étant pas très gros, ces moutons auraient un potentiel intéressant pour la production de viande maigre de mouton pour les consommateurs modernes soucieux de leur santé. La tremblante du mouton n'a jamais été observée sur un Scottish Blackface; elle fut inoculée volontairement à des blackface et des chèvres dans le cadre d'une étude menée au Royaume-Uni.[réf. nécessaire]

## Laine

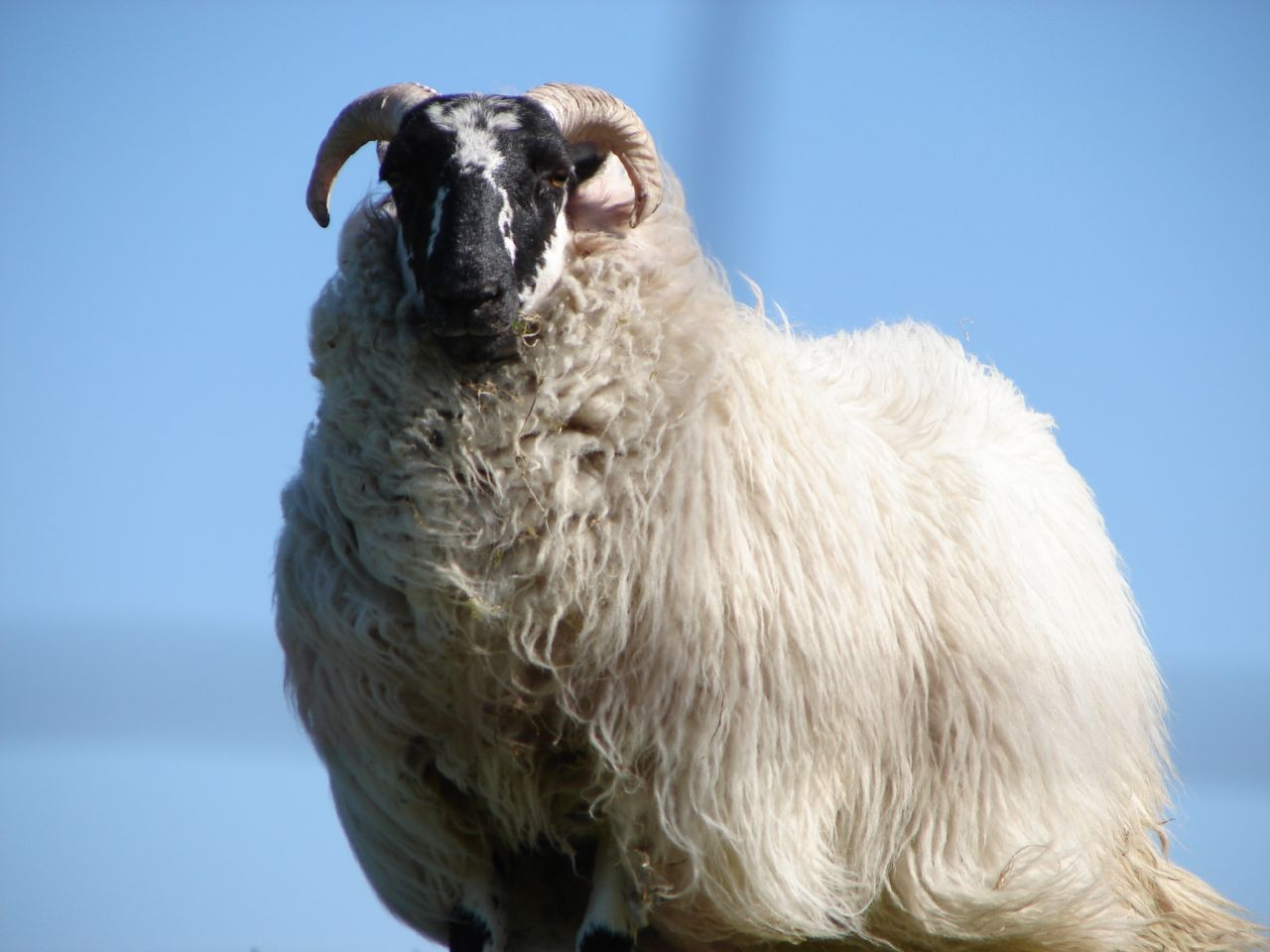
Un Scottish Blackface dans les Hébrides extérieures.

La toison dépend de la façon dont les moutons ont été élevés. En règle générale, elle est du type « du sud-ouest » (laine courte) et du type « d'Écosse du centre » (laine longue). Ce premier type est le plus fin avec une note sur le système Bradford de mesure de qualité de la laine de 40, classée en courte ou moyenne; la laine d'une brebis pèse de 3 à 4.5 livres avant lavage et séchage. Le seconde type est une laine plus forte, classée en longue; la laine d'une brebis pèse alors de 5 à 6.5 livres avant lavage et séchage. 
Les principaux débouchés sont les tissus lourds, matelas (où la race serait réputée et la demande forte), le tissu d'ameublement et les tapis (qui écoulent de grandes quantités du type sud-ouest). Les meilleures laines sont utilisées pour les manteaux, le tweed de Harris et les grosses couvertures. Aux États-Unis, la laine commence à être utilisée par les artistes et les fileurs pour les tapisseries, les petits tapis et les tapis de selle. Enfin, la corne s'utilise pour la houlette et les bâtons de marche.

## Informations légales
La race est enregistrée au Royaume-Uni par l'association des éleveurs de moutons Blackface. Pour l'Amérique du Nord, elle est enregistrée par l'association des éleveurs de Scottish Blackface.